# Grupo de Apoyo al Islam y los Musulmanes
El Grupo de Apoyo al Islam y los Musulmanes(en árabe: جماعة نصرة الإسلام والمسلمين‎, Jamāʿat nuṣrat al-islām wal-muslimīn) o Jama'at Nasr al-Islam wal Muslimin  con las siglas JNIM o GSIM (Groupe de soutien à l'islam et aux musulmans en francés) es una organización militar y terrorista de ideología salafista yihadista. Se creó el 1 de marzo de 2017 durante la guerra de Malí. Nace de la fusión de Ansar Dine, Al Qaeda en el Magreb Islámico (AQMI) en el Sahel, la katiba Macina y la katiba Al Murabitun y se sitúa bajo la bandera de la organización terrorista Al-Qaeda. Desde septiembre de 2018 está considerada una organización terrorista por el departamento de Estado de los Estados Unidos.

## Fundación y trayectoria
El Frente de Apoyo para el islam y los musulmanes anunció su formación en un video enviado el 1 de marzo de 2017 a la agencia de noticias mauritana Agence Nouakchott Information (ANI) y transmitido al día siguiente en el que aparecen varios líderes yihadistas: Iyad Ag Ghali, emir de Ansar Dine; Djamel Okacha, emir de AQMI en el Sahara; Amadou Koufa (abatido en noviembre de 2018), emir de la katiba Macina; Abou Hassan al-Ansari (abatido en febrero de 2018) adjunto de Mokhtar Belmokhtar dado por muerto en varias ocasiones y quien no aparecía en el vídeo, emir de la katiba Al Murabitun; y Abou Abderrahman El Senhadji, cadí de AQMI. Estos últimos anuncian la unión en una sola estructura y prometen lealtad a Ayman al-Zawahiri, emir de al Qaeda; a Abdelmalek Droukdel, emir de AQMI (abatido en junio de 2020); y a Haibatullah Akhundzada, el emir de los talibanes. Iyad Ag Ghali es designado el líder de este movimiento.
Estas organizaciones yihadistas ya estaban estrechamente vinculadas antes de su fusión y se habían coordinado en varias operaciones. Con este anuncio, el Frente de Apoyo para el Islam y los Musulmanes busca presentarse como un grupo poderoso y contrarrestar la influencia del Estado Islámico.

### Relaciones entre el JNIM y el EIGS
A finales de 2017 y principios de 2018 Ag Ghaly de JNIM y Al-Sahraoui del EIGS celebraron diversas reuniones en Kidal y Ménaka donde pactaron no agredirse mutuamente a pesar de que coincidían en una parte de los territorios que querían controlar. E incluso habrían colaborado puntualmente especialmente en 2019 en la triple frontera entre Malí, Burkina Faso y Níger donde existe el despliegue de tropas del G5 del Sahel desde 2018 según el informe presentado por el secretario general de la ONU en febrero de 2020
Ante el incremento de acciones por parte del EIGS y el aumento de fricciones en septiembre  de 2019 se habría celebrado reuniones entre Al Sahraoui y líderes de JINIM en Burkina Faso y Malí para intentar redefinir los límites territoriales de ambos grupos pero no lograron ningún acuerdo.
A principios de febrero de 2020 el presidente maliense Ibrahim Boubacar Keita reconoció su intención de negociar con Iyad Ag Ghali y el JNIM. Éste por su parte, exigió la retirada de las tropas extranjeras de Malí como condición previa al inicio de las conversaciones. En estos meses se incrementaron los ataques. El acercamiento aunque por el momento infructuoso entre el JNIM y el estado de Malí ha provocado la reacción del EIGS y numerosos enfrentamientos sobre el terreno

## Organización

### Mando
El Frente de Apoyo para el islam y los musulmanes está presidido por Iyad Ag Ghali.  Djamel Okacha abatido el 21 de febrero de 2019 durante el combate de Elakla fue su comandante adjunto. Lo sucedió Abou Yehyia al-Djaizari quien también fue abatido en abril de 2020 durante el ataque a Bamba.
Sus fuerzas se dividen en varias katibas, las más importantes son:
- Katiba Macina, bajo el mando de Amadou Koufa abatido en noviembre de 2018.

- Katiba Al Murabitun, bajo el mando de Mokhtar Belmokhtar, secundado por Abou Hassan al-Ansari (abatido el 14 de febrero de 2018)[16][17][5]

- Katiba denominada "Gourma", comandada por Al-Mansour Ag Alkassim (abatido el 11 o 12 de noviembre de 2018)[18][19][20]

- Katiba Serma[21]

El cadi del Grupo de Apoyo al Islam y los Musulmanes, Ali Maychou, conocido como "Abou Abderrahmane Es-Sanhadji" o "Abou Abderrahmane al-Maghrebi", murió en Mali en manos de las fuerzas francesas durante la noche del 8 al 9 de octubre de 2019.
En noviembre de 2020 Francia informó que Bah Ag Moussa considerado como uno de los principales jefes militares yihadistas de Malí y jefe militar de los yihadistas en Malí fue abatido en una acción de la Operación Barkhane.

### Efectivos
A finales de 2017, el Grupo de Apoyo al Islam y los musulmanes tenía poco más de 500 hombres, según los servicios de inteligencia franceses. En agosto de 2018, Le Figaro, por su parte, evoca a 2.000 hombres según sus fuentes, afirmando que estos números serían menores en comparación con el año anterior.

## Acciones
El Grupo de Apoyo para el islam y los musulmanes reivindica el ataque de Boulikessi, llevado a cabo el 5 de marzo de 2017 un segundo ataque contra la misma localidad el 29 de marzo; la muerte de un soldado francés en el bosque de Fhero el 5 de abril; el ataque a Gourma-Rharous el 18 de abril de 2017, la emboscada a Dogofry el 2 de mayo de 2017, el ataque a Kangaba el 18 de junio de 2017, el ataque a Soumpi el 27 de enero de 2018, el ataque a Tombuctú el 14 de abril de 2018, el ataque a Ber el 27 de octubre de 2018, el ataque a Dioura el 17 de marzo de 2019 y el ataque a Boulikessi del 30 de septiembre al 1 de octubre de 2019.
El ataque de Midal, llevado a cabo el 5 de julio de 2017, es el primero reivindicado por el Grupo de Apoyo al Islam y los Musulmanes en Níger.
En Burkina Faso, se sospecha que el GSIM es el origen del ataque de Uagadugú del 13 de agosto de 2017, mientras reclama el ataque de Uagadugú del 2 de marzo de 2018 y la emboscada de Loroni del 27 de diciembre de 2018.
El 1 de enero de 2021 reivindicó la muerte de tres soldados franceses en un ataque en la carretera que une Gossi y Hombor en la zona fronteriza con Níger y Burkina Faso cuando su blindado fue alzanzado por un aparato explosivo.
El 25 de agosto de 2024 cometieron una masacre en Barsalogho, Burkina Faso, asesinando alrededor de 200 civiles y dejando más de 140 heridos.

## Financiación
Según un estudio realizado en 2019 por el Instituto de Estudios de Seguridad (ISS África), los grupos yihadistas del Sahel se autofinancian a través del tráfico local, como el tráfico de armas, una forma de impuesto sobre el ganado y extracción de oro artesanal.

## Secuestros
En la noche del 1 al 2 de julio de 2017, el Frente de Apoyo para el Islam y los Musulmanes publicó un video sobre los seis rehenes occidentales que tenía en su poder: Stephen Malcolm McGown, de nacionalidad británica y sudafricana, secuestrado el 25 de noviembre de 2011 en Tombuctú, Mali; el australiano Ken Elliott, secuestrado el 15 de enero de 2016 en Djibo, Burkina Faso; el rumano Iulian Gerghut, secuestrado el 18 de mayo de 2015 en Tambao, Burkina Faso; la suiza Béatrice Stockly, secuestrada el 7 de enero de 2016 en Timbuktu; La colombiana Gloria Cecilia Narváez Argoti, secuestrada el 7 de febrero de 2017 en Koutiala, en el sur de Mali; y la francesa Sophie Pétronin, secuestrada el 24 de diciembre de 2016 en Gao, Mali. Stephen McGown fue liberado el 29 de julio de 2017.
En octubre de 2017, el Grupo de Apoyo para el islam y los musulmanes también lanzó un video que muestra a once soldados malienses hechos prisioneros entre julio de 2016 y marzo de 2017. Sin embargo, el 27 de octubre, el grupo yihadista afirmó que todos sus prisioneros fueron asesinados durante la noche del 23 al 24 de octubre por los bombardeos del ejército francés, durante la lucha contra Tin Biden.
El 6 de octubre de 2020 se anunció la liberación de Petronin junto a la liberación del opositor Soumaila Cissé.

## Designación como organización terrorista
El 5 de septiembre de 2018, el Grupo de Apoyo al Islam y los Musulmanes fue incluido en la lista de organizaciones consideradas terroristas por el Departamento de Estado de los Estados Unidos.